# Epinephelinae
Sous-famille
La sous-famille des Epinephelinae regroupe des poissons marins appartenant à la famille des Serranidae. Ce groupe contient notamment les mérous.

## Description et caractéristiques

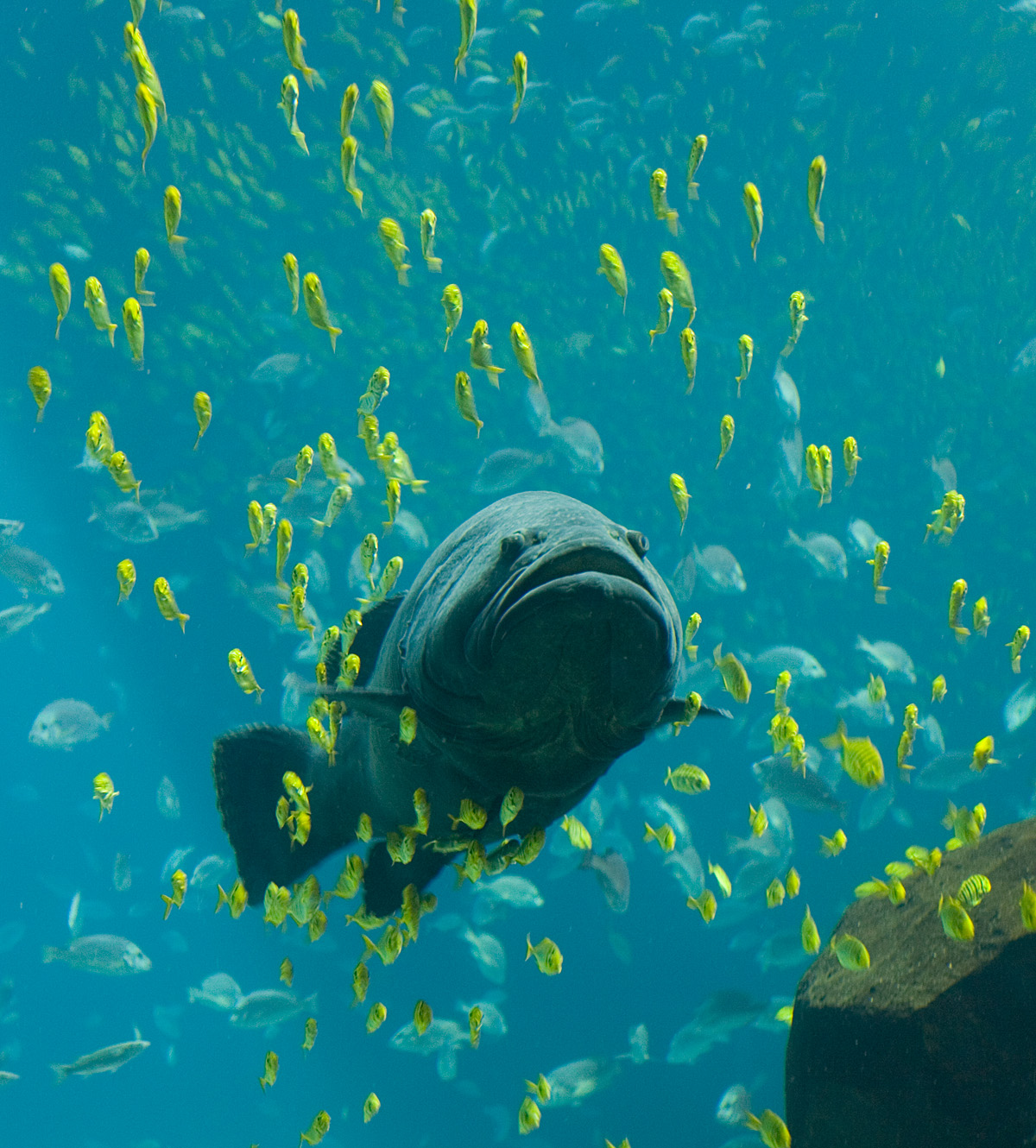
Mérou géant (Epinephelus lanceolatus)

Le nom vernaculaire « mérou » couvre une partie de l’importante famille des Serranidae : cette famille, très diversifiée, contient des poissons d’aspect assez différent, comme les anthias (sous-famille Anthiinae), les loches, les barbiers ou les serrans (sous-famille Serraninae). La sous-famille des Epinephelinae constitue le principal groupe de « mérous », et compte 22 genres et 87 espèces.
On les rencontre dans les eaux tropicales et tempérées, de 1 à 300 mètres de profondeur. Ils sont tous carnivores : ils se nourrissent de poissons, de crustacés et de mollusques. La plupart des espèces sont hermaphrodite protogyne, ce qui signifie que tous les individus naissent femelle et que certains deviendront mâles quand la situation l’exigera.

## Liste des genres
| Selon ITIS (16 octobre 2014) : - tribu Diploprionini - genre Aulacocephalus Temminck and Schlegel, 1843 - genre Belonoperca Fowler and Bean, 1930 - genre Diploprion Cuvier In Cuvier and Valenciennes, 1828 - tribu Epinephelini - genre Aethaloperca Fowler, 1904 - genre Alphestes Bloch and Schneider, 1801 - genre Anyperodon Günther, 1859 - genre Cephalopholis Bloch and Schneider, 1801 - genre Chromileptes Swainson, 1839 - genre Dermatolepis Gill, 1861 - genre Epinephelides Ogilby, 1899 - genre Epinephelus Bloch, 1793 - mérous - genre Gonioplectrus Gill, 1862 - genre Gracila Randall, 1964 - genre Mycteroperca Gill, 1862 - genre Paranthias Guichenot, 1868 - genre Plectropomus Oken, 1817 - genre Saloptia Smith, 1964 - genre Triso Randall, Johnson and Lowe, 1989 - genre Variola Swainson, 1839 - tribu Grammistini - genre Aporops Schultz, 1943 - genre Grammistes Bloch and Schneider, 1801 - genre Grammistops Schultz in Schultz et al., 1953 - genre Jeboehlkia Robins, 1967 - genre Pogonoperca Günther, 1859 - genre Pseudogramma Bleeker, 1875 - genre Rypticus Cuvier, 1829 - genre Suttonia Smith, 1953 - tribu Liopropomini - genre Bathyanthias Günther, 1880 - genre Liopropoma Gill, 1861 - genre Rainfordia McCulloch, 1923 - tribu Niphonini - genre Niphon Cuvier, 1828 | Selon World Register of Marine Species (16 février 2015) : - genre Aethaloperca Fowler, 1904 - genre Alphestes - genre Anyperodon Günther, 1859 - genre Batrachus - genre Bonaci - genre Cephalopholis Schneider, 1801 - genre Chromileptes Swainson, 1839 - genre Cromileptes Swainson, 1839 - genre Dermatolepis Gill, 1861 - genre Epinephelus Bloch, 1793 - genre Gonioplectrus - genre Gracila Randall, 1964 - genre Hyporthodus - genre Mycteroperca Gill, 1863 - genre Paranthias - genre Plectropomus Oken, 1817 - genre Saloptia - genre Triso - genre Variola Swainson, 1839 |

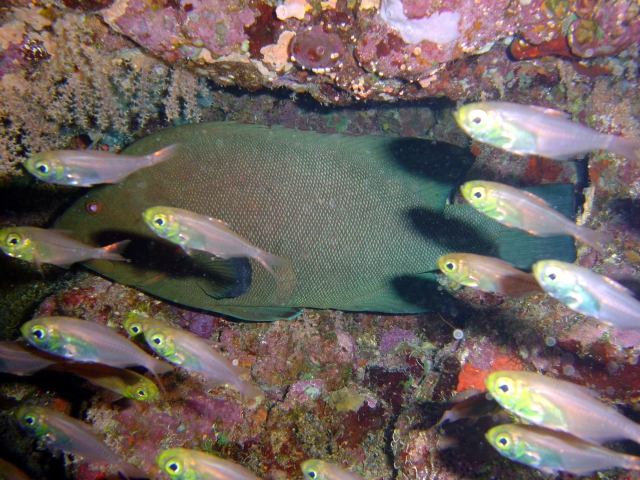
Aethaloperca rogaa
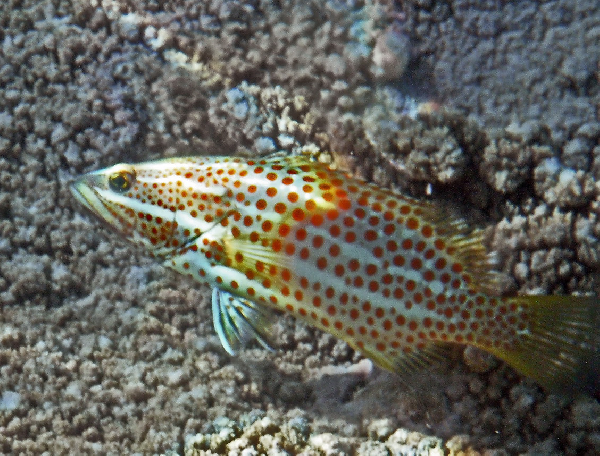
Anyperodon leucogrammicus
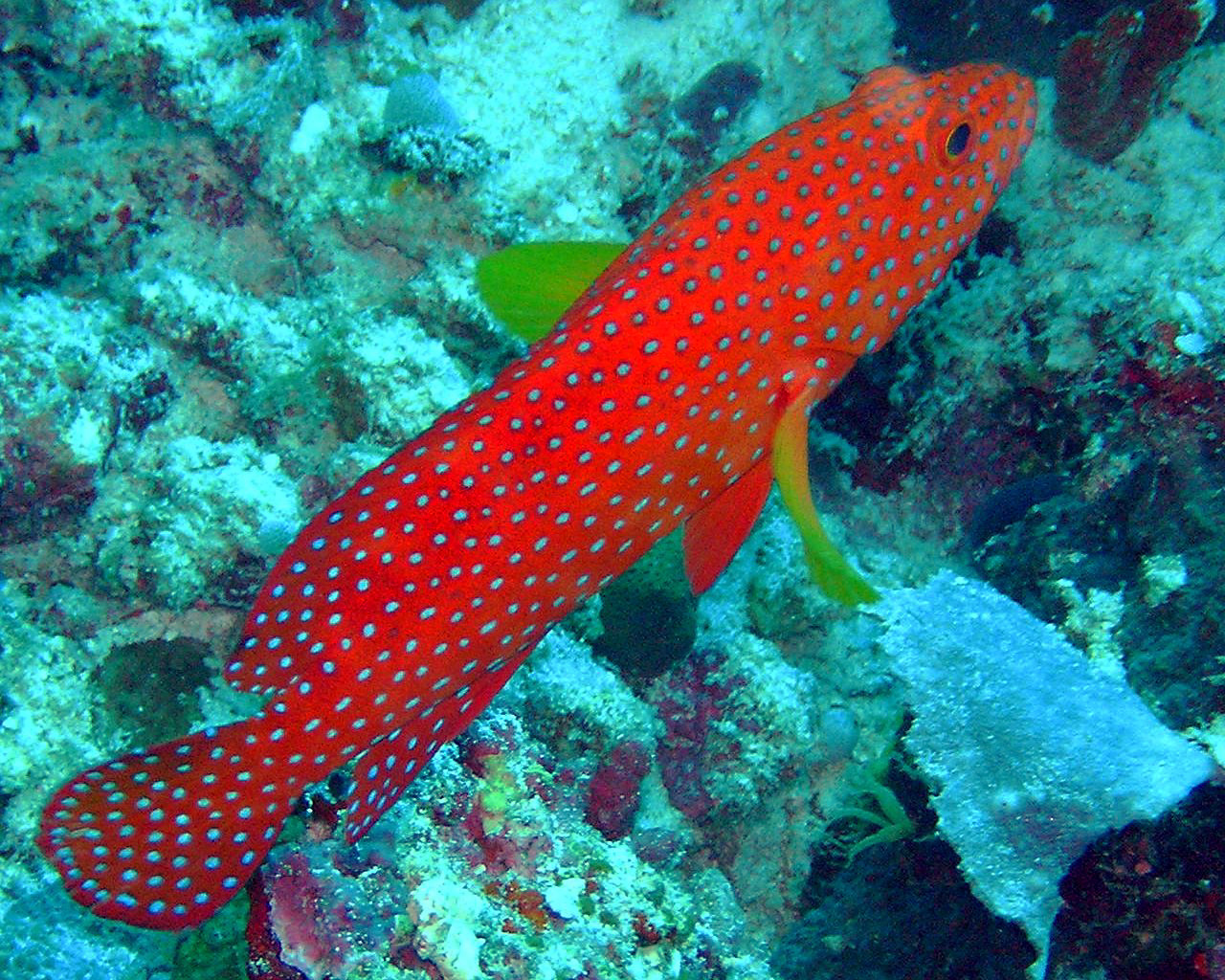
Cephalopholis miniata
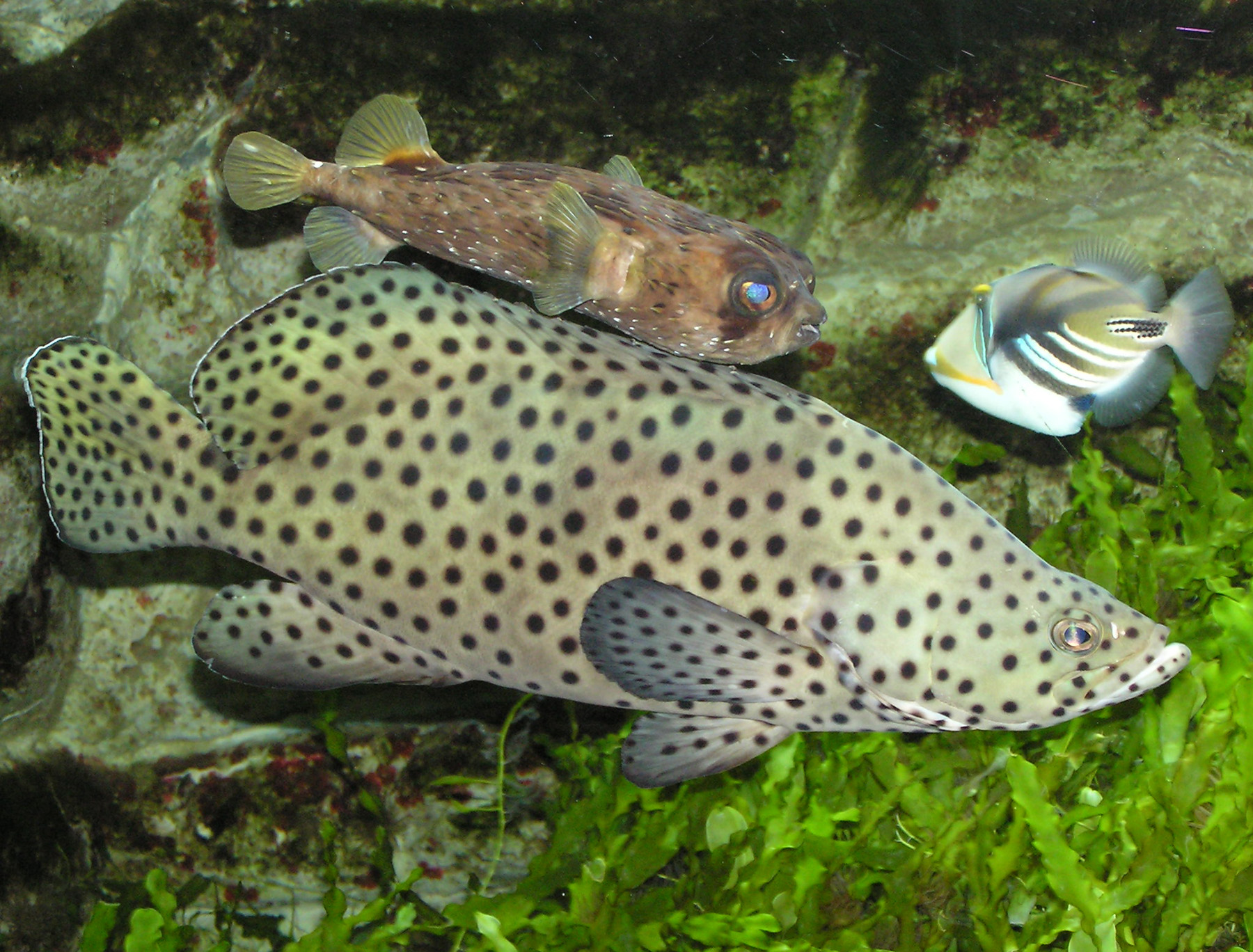
Cromileptes altivelis
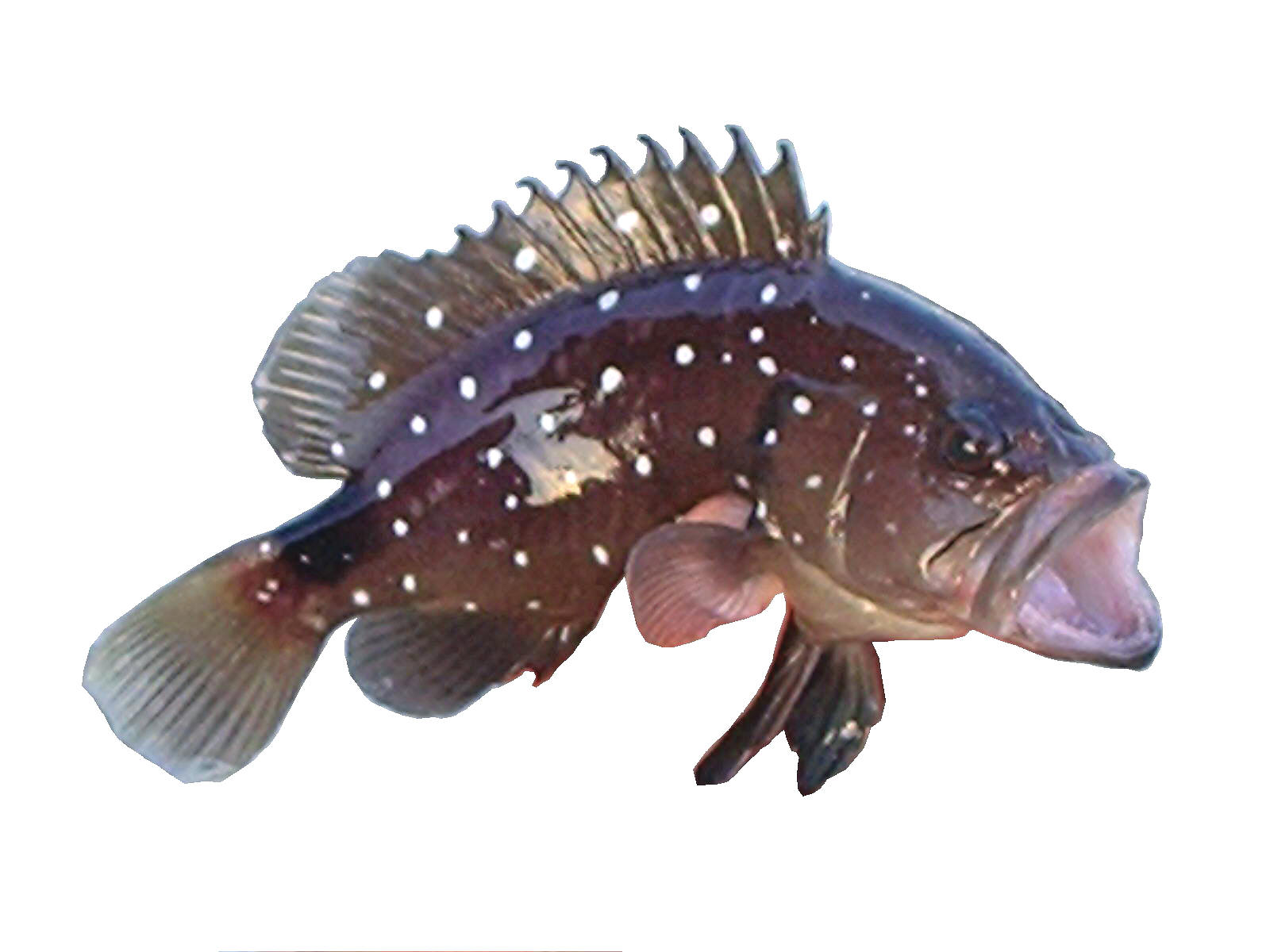
Dermatolepis inermis
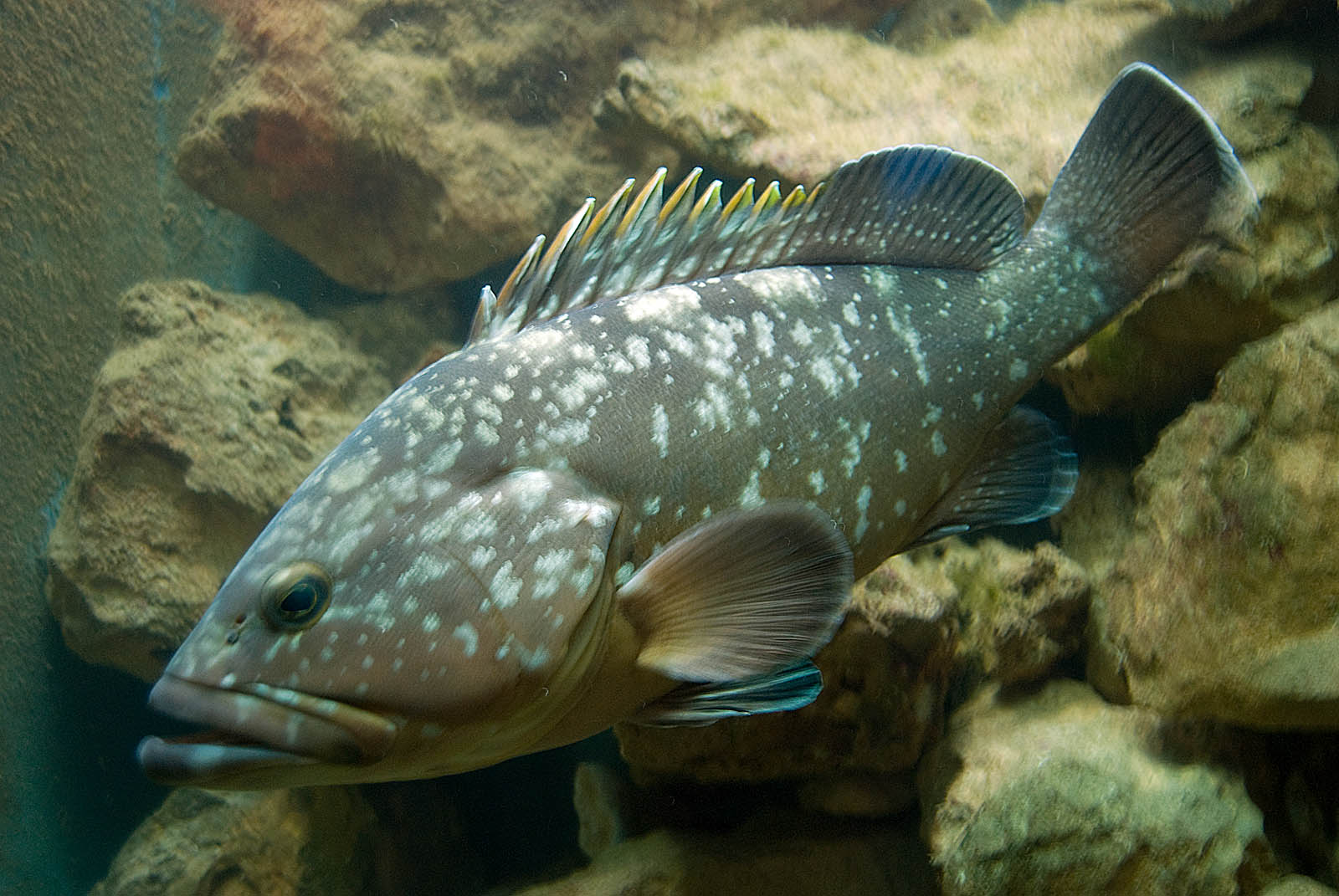
Epinephelus marginatus
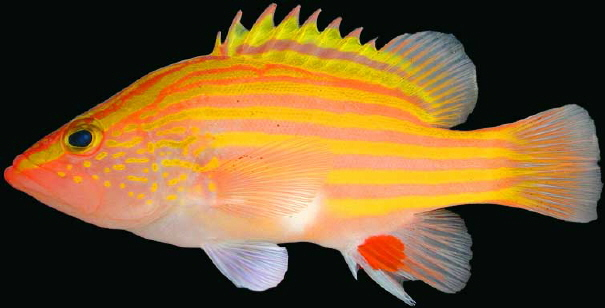
Gonioplectrus hispanus
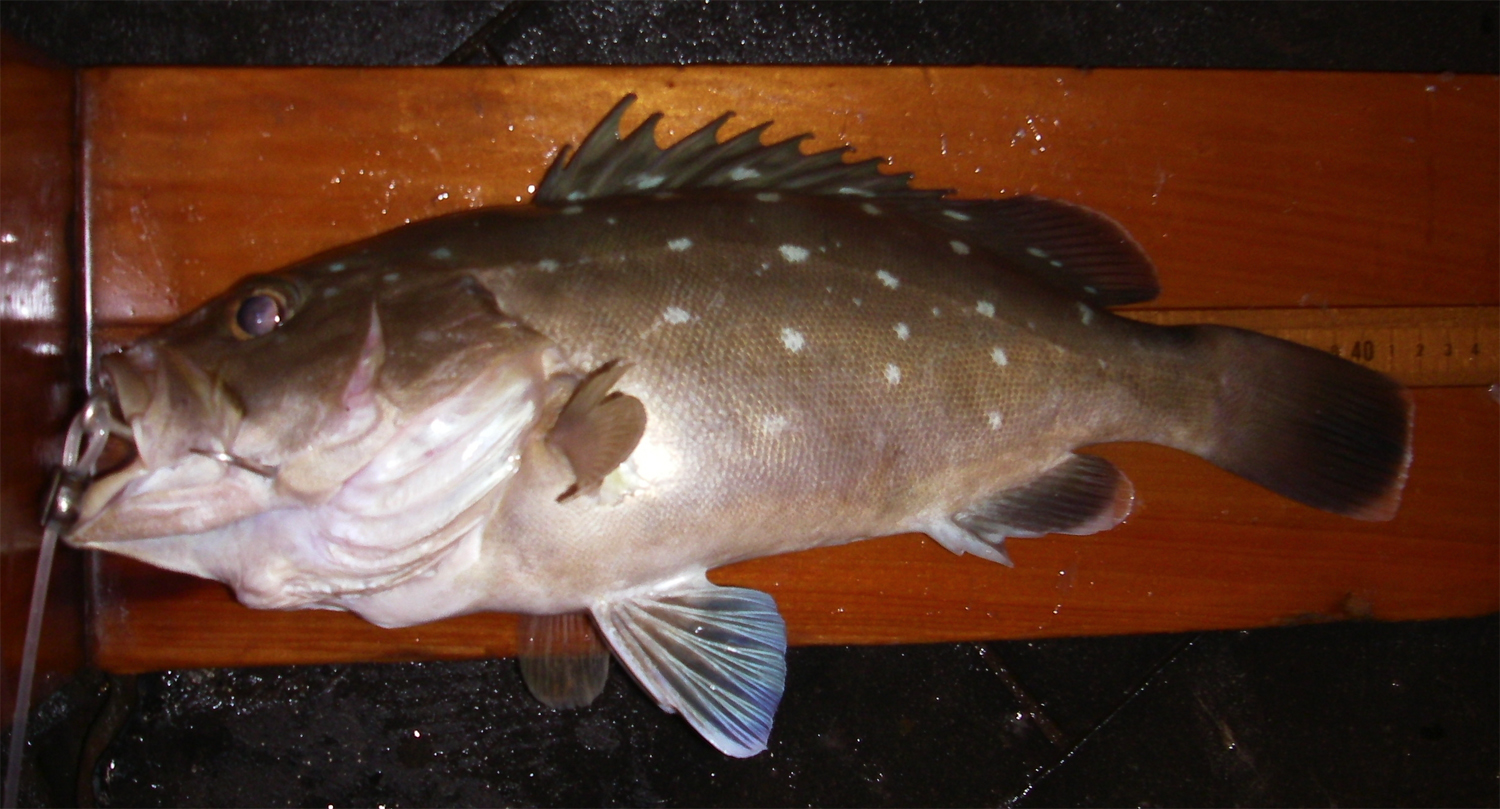
Epinephelus niveatus
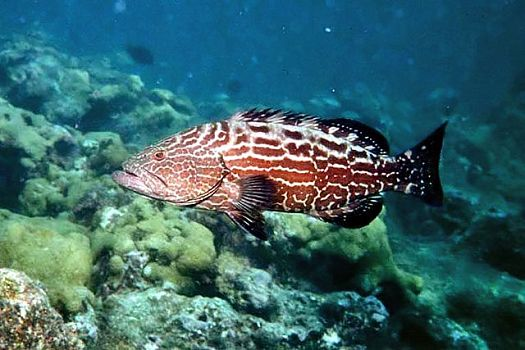
Mycteroperca bonaci
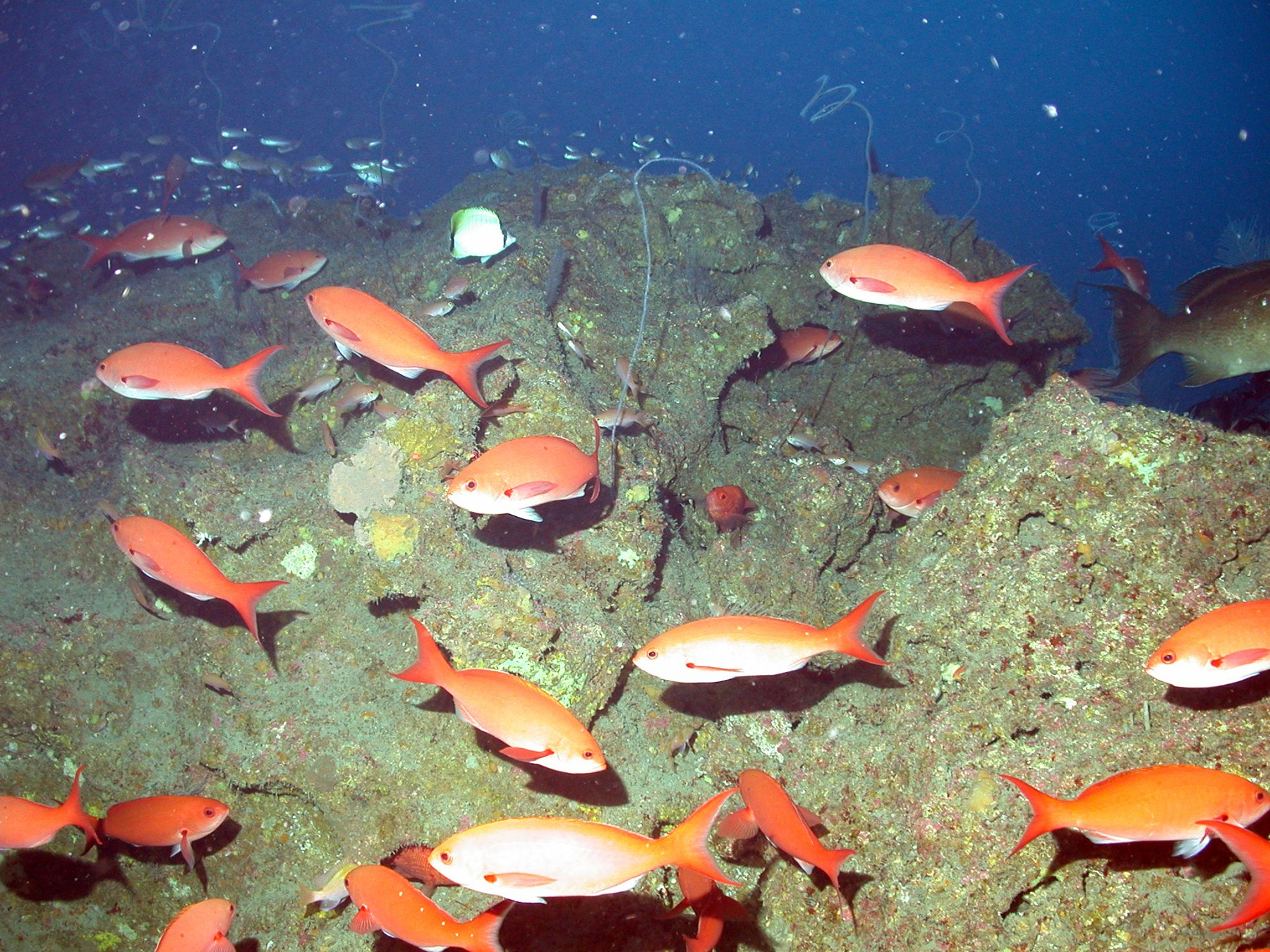
Paranthias furcifer
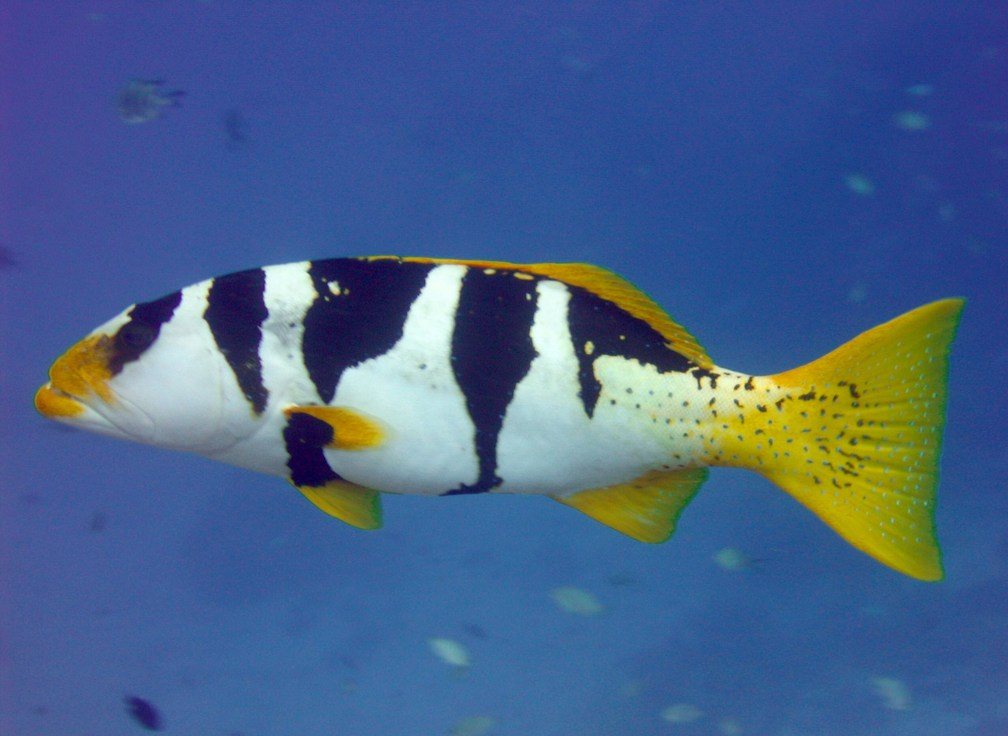
Plectropomus laevis
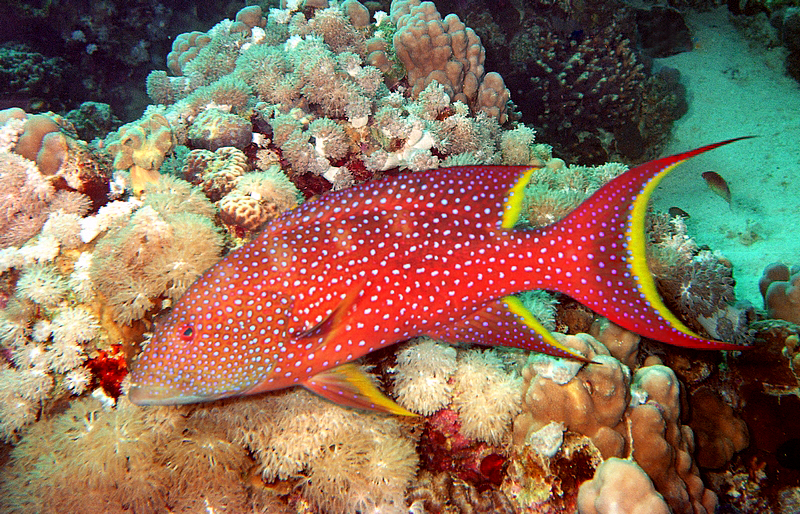
Variola louti